# Лайман Спітцер
Лайман Спітцер (англ. Lyman Strong Spitzer, Jr.; 26 червня 1914 — 31 березня 1997) — американський астроном і фізик, член Національної АН США (1952).

## Біографія
Народився в Толідо (штат Огайо). 1935 року закінчив Єльський університет, продовжував освіту в Кембриджському (Англія) і Принстонському університетах. У 1938—1939 працював у Гарвардському університеті, у 1939—1942 викладав астрономію і фізику в Єльському університеті. У роки Другої світової війни займався дослідженнями з військової тематики у Колумбійському університеті, у 1946—1947 — професор астрономії Єльського університету, з 1947 — професор астрономії Принстонського університету і директор університетської обсерваторії. У 1953—1966 очолював Лабораторію фізики плазми в Принстонському університеті.
Основні наукові роботи присвячені зоряній динаміці, фізиці міжзоряного середовища й зоряних атмосфер, фізиці плазми. У ранніх роботах розглянув низку питань утворення спектральних ліній, зокрема, теорії некогерентного розсіяння світла в зоряних атмосферах і розширення ліній тиском; виконав детальний аналіз атмосфер надгігантів спектрального класу M — α Оріона і α Геркулеса —, вперше звернув увагу на аномальне поле швидкостей в атмосферах цих зір, яке згодом було інтерпретовано А.Дейчем як витікання речовини з них. Довів неспроможність гіпотези утворення Сонячної системи внаслідок проходження зорі поблизу Сонця: показав, що речовина, яка відділилася від Сонця, не зможе сконденсуватися та утворити планети й розсіється в просторі внаслідок переважання внутрішнього тиску над силами власної гравітації. Досліджував еволюцію кулястої самогравітуючої хмари точкових мас; показав, що зорі в таких скупченнях поступово набувають швидкості, яка перевищує критичну, і залишають скупчення. Визначив рівноважні температури в міжзоряних хмарах іонізованого й нейтрального водню, вперше здійснив обрахунок нагрівання міжзоряного газу космічними променями. Вивчив хімічний склад міжзоряних хмар, зокрема вміст у них літію та берилію; розглянув такі питання фізики міжзоряного середовища, як утворення молекул, орієнтація частинок пилу, зв'язок газових і пилових хмар, динаміка взаємодії зір і газових хмар. Висловив припущення про існування протяжної гарячої «галактичної корони» навколо нашої Галактики і про те, що в аналогічних коронах навколо далеких галактик можуть утворюватися сильно зміщені в червоний бік лінії поглинання, які спостерігаються в спектрах деяких квазарів. Розглянув процеси конденсації речовини в ядрах галактик й утворення щільних ядер, що містять масивні зорі. Висловив припущення про часті зіткнення зір у таких надщільних ядрах, у результаті яких вивільнюється величезна кількість енергії, що може пояснити високі світності ядер сейфертівських галактик і квазарів.
Виконав низку фундаментальних досліджень з фізики плазми та керованого термоядерного синтезу. Запропонував систему утримання гарячої плазми сильним магнітним полем — стеларатор.
Велика заслуга Спітцера у розвитку в США астрономічних досліджень за допомогою космічних літальних апаратів. Був ініціатором створення перших орбітальних астрономічних обсерваторій.
Автор монографій «Фізика повністю іонізованих газів» (1956, рос. пер. 1957), «Дифузна речовина в космосі» (1968), «Фізичні процеси в міжзоряному середовищі» (1978, рос. пер. 1981).
Президент Американського астрономічного товариства (1960—1962).
Медаль «За видатні наукові досягнення» НАСА (1972), медаль Кетрін Брюс Тихоокеанського астрономічного товариства (1973), медаль Генрі Дрейпера Національної АН США (1974), Золота медаль Лондонського королівського астрономічного товариства (1978), Національна наукова медаль уряду США (1980).
На його честь названо астероїд 2160 Спітцер та космічний телескоп Спітцера.